# 藤原教通
藤原教通（996年7月29日—1075年11月6日），是日本平安时代中期的公卿。父藤原道长，母源伦子。同母兄藤原赖通，同母姐妹为道长家有名的“三后”藤原彰子、藤原妍子、藤原威子以及后冷泉天皇之母藤原嬉子。在兄弟中排行第五，但為嫡出第二子，故官位和待遇一直高於三位庶兄，紧随同母兄之後。

## 人物生平

### 一条、三条天皇时代
藤原教通出生的长德二年（996年），朝廷发生“长德之变”，与父亲藤原道长争权的堂兄藤原伊周、藤原隆家兄弟於是遭左迁，朝廷大权悉数落入其父道长手中。宽弘3年（1006年），教通元服，与其兄藤原赖通一样直叙正五位。教通同时獲允升殿，准用禁色，任侍从。随后历任右兵卫佐、右近卫少将、右近卫中将等职。

宽弘5年（1008年）、宽弘6年（1009年），長姊一条天皇的中宫藤原彰子生下皇子敦成亲王、敦良亲王。敦成親王以外祖父藤原道长为后盾，超越第一皇子敦康亲王封储君位在望。身为中宫同母弟，教通于宽弘7年（1010年）累进从三位，位列公卿，时年14岁。宽弘8年（1011年）一条天皇驾崩，三条天皇继位，以教通外甥敦成亲王为储君，教通叙正三位，又任姐彰子的中宫权大夫。

三条天皇在位的长和年间，教通继续担任由中宫晋封皇太后的姐姐彰子的皇太后宫大夫。同母次姐藤原妍子为三条天皇中宫，但妍子只生下一女祯子内亲王，未育有皇子。长和2年，直任权中纳言。长和4年，叙正二位。长和5年，与藤原道长无法协调的三条天皇因眼疾被迫退位，条件是立自己的长子敦明亲王为储君。三条天皇退位后，教通的外甥登基，是为后一条天皇。其后，敦明亲王畏惧道长的权威，主动辞去东宫的位置，道长便改立后一条天皇之弟敦良亲王为皇太弟。

### 后一条、后朱雀天皇时代
长和6年，教通任春宫大夫。宽仁3年，任权大纳言。治安元年（1021）又进内大臣。后一条天皇在位期间，以赖通同母妹藤原威子为中宫。因威子擅妒，故在整个后一条天皇朝，育有三名女儿的教通不得送女入宫。万寿4年（1028年）年底，教通之父藤原道长薨。一族的氏长者之位由教通之兄赖通继承。

长元9年（1036年）后一条天皇无男嗣而驾崩，由东宫皇太弟敦良亲王继位为后朱雀天皇。后朱雀天皇继位前，已与教通同母妹嬉子生有一子亲仁亲王，而嬉子在产后因产褥热薨。长元10年（1037年）亲仁亲王被立为皇太子，教通为东宫傅。后朱雀天皇又续娶教通姐妍子所生的祯子内亲王为继妃，生下二女与一子尊仁亲王。待到后朱雀天皇继位，教通之兄赖通依然没有成年可入内的女儿，只得将养女即妻子隆姬女王之妹与敦康亲王所生的嫄子女王（藤原嫄子）送入后宫，嫄子在连生两女后也因产褥热薨。

这时，赖通已无女可送，教通终于得将长女藤原生子于长历三年（1039）年送入后宫为女御。同时，教通次女藤原真子也以尚侍的名义入内。然而直到寬德2年（1045年）后朱雀天皇崩御，教通两女都未生下皇嗣。

### 后冷泉、后三条天皇时代
宽德3年（1045年），尊仁亲王被立为皇太弟，教通再任东宫傅。同年，教通将三女藤原欢子送入后宫，为女御。永承2年（1047年），教通任右大臣，仍任右近卫大将与东宫傅。宽德4年（1049年）欢子生下教通殷切盼望的皇子，却即日夭折。翌年（1050年），终于长成的兄长赖通之女藤原宽子入内，为皇后。天喜5年（1057年），教通升至从一位。康平3年（1060年）为左大臣。这期间，教通获得在大内乘辇车、牛车的宣旨。治历元年（1064年），天皇赐其左右近卫番长各一人，近卫兵士各三人为他的随身。治暦4年（1068年）后冷泉天皇在无男嗣的情况下崩御，死前立欢子为后。

尊仁亲王继位为后三条天皇，因其在储位时，藤原赖通多薄待他与其母祯子内亲王，一心期盼女儿宽子生下皇子便取而代之，所以后三条天皇母子与藤原赖通关系交恶，在后三条天皇继位后，赖通隐居宇治，将藤原氏长者和关白的位置都让给了教通。但是，由于后三条天皇是百年来第一个与藤原氏外戚没有直接二代内血缘关系的天皇，教通在朝与后三条天皇亦多碰撞。

当时，后三条天皇禁止国司再任，而教通将建南圆堂，所以请求再任国司。后三条天皇震怒道：“我国之所以看重摄关，是因为他们是天皇的外祖。对于朕来说你并非外祖，我并不惧怕你！”然后退回了教通的上表。教通也拂衣而起，大呼：“藤原氏的诸位官僚都罢官了吧，春日大神的威严今日是尽头了！”于是诸位藤原氏的官僚都起身，随教通走了。天皇不得已，下诏召还教通并允许了他的请求。大和国国司与兴福寺有争执，天皇亲自裁决，其意支持国司，然而教通不悦，天皇屈从教通之意。

延久2年，教通官拜太政大臣，不久即辞。

### 余生
延久5年（1073年），在位仅5年的后三条天皇因病让位儿子白河天皇，不久驾崩。承保元年（1074年），教通之長兄赖通、長姊彰子亦以八十几岁高龄辞世。翌年（1075年），教通亦薨，享年八十岁。赠正一位。

一生历经七朝，世称大二条殿。著有《澄池记》、《二东记》。

教通生前，因兄赖通之嗣子早夭，幼子仍小，故兄弟相继由教通任氏长者、为关白，而约定日后还位于赖通之子藤原师实。然而教通后来希望让自己的儿子藤原信长继承自己为关白，但最终失败，由师实继承了。

## 官历
- 寛弘3年（1006年） 
  - 12月5日：元服、正五位下。昇殿。
  - 12月16日：侍従、禁色敕许。
- 寛弘4年（1007年） 
  - 1月28日：右兵衛佐
  - 11月2日：右近衛少将
- 寛弘5年（1008年） 
  - 1月7日：従四位下
  - 1月28日：右近衛中将、近江介。
  - 10月16日：従四位上。
- 寛弘6年（1009年） 
  - 3月20日：左近衛中将。近江介如元。
- 寛弘7年（1010年） 
  - 11月28日：従三位、左近衛中将如元。
- 寛弘8年（1011年） 
  - 8月11日：正三位。
  - 12月18日：中宮権大夫（中宮・藤原彰子）。
- 寛弘9年（1012年） 
  - 1月27日：近江権守。
  - 2月14日：皇太后宮（藤原彰子）権大夫。
- 長和2年（1013年） 
  - 6月23日：権中納言、左衛門督。皇太后宮権大夫如元。
  - 9月16日：従二位。
  - 12月19日：検非違使別当兼帯。
- 長和3年（1014年） 
  - 11月：辞検非違使別当
- 長和4年（1015年）
- 10月21日：正二位。
- 長和6年[2]（1017年） 
  - 4月3日：左近衛大将。
  - 8月9日：春宮大夫（皇太子：敦良親王）、停皇太后宮権大夫。
- 寛仁3年（1019年） 
  - 12月21日：権大納言、左近衛大将・春宮大夫如元。
- 寛仁5年（1021年） 
  - 7月25日：内大臣、左近衛大将如元。
- 長元10年（1037年） 
  - 8月17日：東宮傅（皇太子・親仁天皇）。
- 寛徳2年（1045年） 
  - 1月16日：東宮傅。
- 寛徳3年（1046年） 
  - 11月25日：東宮傅（皇太子・尊仁親王）。
- 永承2年（1047年） 
  - 8月1日：右大臣
  - 8月9日：左近衛大将・東宮傅如元。
- 天喜5年（1057年） 
  - 1月7日：従一位。
- 康平3年（1060年） 
  - 7月17日：左大臣、左近衛大将・東宮傅如元。
- 康平5年（1062年） 
  - 4月11日：左近衛大将。
- 康平7年（1064年） 1
  - 2月13日：藤原氏長者宣下。
- 治暦4年（1068年） 
  - 4月16日、関白宣下。東宮傅・左大臣如元。　
  - 4月19日、東宮傅。
- 治暦5年（1069年） 
  - 8月13日、左大臣。
- 延久2年（1070年） 
  - 3月23日：太政大臣宣下。関白・藤原氏長者如元。
- 延久3年（1071年） 
  - 8月10日：太政大臣。
- 承保2年（1075年） 
  - 9月25日：薨去。享年80。
  - 10月6日：贈正一位

## 亲属
- 正室：藤原公任女（1000-1024）
  - 長子：藤原信家（1018-1061）
  - 次子：藤原通基（1021-1041）
  - 三子：藤原信長（1022-1094）
  - 四子：静覚（1024-1083）
  - 長女：藤原生子（1014-1068） - 後朱雀天皇女御
  - 次女：藤原真子（1016-1087）- 尚侍
  - 三女：藤原欢子（1021-1102） - 後冷泉天皇皇后
- 继室：禔子内親王（1003-1048）-三条天皇第二皇女
- 继室：嫥子女王（1005-1081?）-具平親王三女，伊勢斎宮
- 妾：小式部内侍（999?-1025）-橘道貞与和泉式部之女
  - 子：静円（1016-1074）
  - 女：光円法師母（?-?）- 藤原经家室

## 影视形象
- 《炎立》（NHK大河剧，1993 - 1994年）演：藤木孝

## 脚注
1. ↑  《大日本史·教通传》（以下无其他标注的注释均出自自书）：藤原教通，小名世冶君。【大鏡。】
2. ↑  寬弘中，累進任左近衛權中將，敘三位。
3. ↑  長和二年，直任權中納言。
4. ↑  治安元年，為內大臣。
5. ↑  《大日本史·藤原威子传》：后兄教通請納女生子。帝心悅，然畏后不肯許。后性妒忌，齡長於帝九歲。常恐寵移，防猜甚至。以故，敦康親王女嫄子、兄賴宗女延子，皆不得進。【榮華物語。】
6. ↑  永承元年，兼皇太弟傅。
7. ↑  明年，任右大臣。
8. ↑  天喜、康平間，聽輦車、牛車，轉從一位左大臣。【公卿補任。】
9. ↑  《大日本史·藤原赖通传》：初後朱雀帝疾大漸，顧命賴通輔帝，而欲以後三條帝為其東宮。賴通意不欲之曰：「立東宮，尚未晚也。」【○十訓抄、東鑑並曰，朱雀帝疾大漸，賴通受顧命，言及東宮，則默而不應。】弟能信詭言諷帝。既而後三條帝得為東宮。【今鏡。】故賴通與東宮不協。【榮華物語。】至是，屏居宇治，委遠政務。【榮華物語、今鏡。】
10. ↑  代賴通為氏長者，治曆元年，賜左右近衛番長各一人，近衛各三人，為隨身。四年，代賴通為關白。【公卿補任、扶桑略記。】
11. ↑  後三條帝即位，累表辭關白，不聽，罷左大臣。【公卿補任。】時帝禁國司再任，教通將作南圓堂，因請再任如 故。帝奮髯震怒曰：「國家特重攝關者，以其或為外祖之故爾。朕則異於是，何憚之有！」峻卻其奏。教通艴然拂衣而起，大呼曰：「藤氏卿相悉罷。春日神威今日盡矣。」於是諸藤咸起，隨教通而出。帝不得已，召還許之。【續古事談。】大和國司與興福寺爭訟，帝親決之，意在國司。教通不悅，帝曲從之。【愚管抄。】
12. ↑  延久二年，拜太政大臣，尋辭。承保二年，薨，年八十，贈正一位。【公卿補任、尊卑分脈。】
13. ↑  稱大二條殿。【尊卑分脈。】所著有澄池記、二東記。【仁和寺書籍目錄。】
14. ↑  《赖通传》：賴通嘗欲傳關白於子師實，密啟之上東門院。后以非道長夙志，致手書帝：「勿聽其請。」由是傳關白於教通，而約他日必傳之師實。而教通久無傳意。
15. ↑  子信家，正二位權大納言，【公卿補任。】稱山井。【今鏡、尊卑分脈。】信家弟信長，累歷顯官。延久元年，拜內大臣。【公卿補任。】教通薨，欲令信長代己關白，而從弟師實代之。【榮華物語。】

| 王位覬覦者                         | 王位覬覦者                            | 王位覬覦者                         |
| ---------------------------------- | ------------------------------------- | ---------------------------------- |
| 前任： 藤原赖通                    | 藤氏長者 1065年1月22日－1075年11月6日 | 繼任： 藤原师实                    |
| 官衔                               |                                       |                                    |
| 前任： 藤原賴通                    | 內大臣 1021年9月4日－1047年8月24日    | 繼任： 藤原賴宗                    |
| 空缺上一位持有相同頭銜者：藤原實資 | 右大臣 1047年8月24日－1060年8月15日   | 繼任： 藤原賴宗                    |
| 前任： 藤原賴通                    | 左大臣 1061年8月15日－1069年6月1日    | 繼任： 藤原師實                    |
| 前任： 藤原賴通                    | 關白 1068年5月20日－1075年11月6日     | 繼任： 藤原師實                    |
| 空缺上一位持有相同頭銜者：藤原賴通 | 太政大臣 1070年4月6日－1071年9月6日   | 空缺下一位持有相同頭銜者：藤原信長 |
| 军职                               |                                       |                                    |
| 前任： 藤原賴通                    | 左大將 1017年5月1日－1062年5月22日    | 繼任： 藤原師實                    |